# 3 Pułk Drogowo-Mostowy
3 Włocławski Pułk Drogowo-Mostowy im. gen. Karola Sierakowskiego – jednostka inżynieryjna podległa dowódcy Pomorskiego Okręgu Wojskowego. Miejscem stałej dyslokacji było Chełmno.

## Formowanie i zmiany organizacyjne
Po zakończeniu II wojny światowej 3 BP-M została rozformowana, a na jej bazie został sformowany 1 samodzielny zmotoryzowany pułk pontonowo–mostowy stacjonujący we Włocławku. W roku 1945 Naczelny Dowódca WP nadał pułkowi nazwę wyróżniającą "warszawski", a w roku 1949 minister Obrony Narodowej przywrócił jednostce numer frontowej 3 BP-M - w ten sposób powstała nazwa jednostki: 3 Warszawski pułk pontonowy .
W roku 1994 z okazji 50-lecia pułku Minister Obrony Narodowej nadał mu nową nazwę wyróżniającą: "włocławski" oraz patrona gen. Karola Sierakowskiego. W 1996 zmieniono nazwę na 3 Pułk Drogowo-Mostowy, pozostawiając nazwę wyróżniającą i patrona.
W roku 2002 pułk został przeniesiony do Chełmna.
Jednostka obchodziła swoje święto 6 czerwca.
W skład pułku wchodziły: sztab pułku, trzy bataliony drogowo-mostowe (dwa skadrowane), batalion pontonowy, kompania dowodzenia, kompania zaopatrzenia, kompania remontowa i kompania medyczna.
Z dniem 31 grudnia 2011 pułk został rozformowany, i przekształcony w 3 batalion drogowo-mostowy podlegający pod 2 Pułk Saperów z Kazunia .

## Kultywowanie tradycji
Pułk kontynuował tradycje:
- 3 pułku Saperów Wileńskich
- 3 Brygady Pontonowo-Mostowej
- 1, a następnie 3 Warszawskiego pułku pontonowego